# Michael Shermer
Michael Brant Shermer (Los Angeles, 8 settembre 1954) è uno scrittore e storico della scienza statunitense.
È un sostenitore dello scetticismo scientifico ed è noto per le sue indagini sulla validità delle pseudoscienze e delle affermazioni sul sovrannaturale.